# Elberfeld

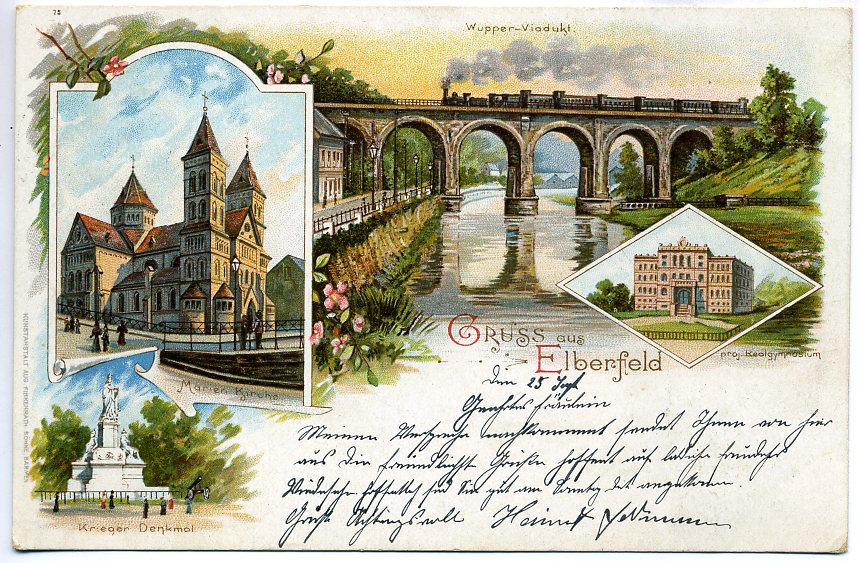
Elberfeld en 1899.

Elberfeld es una antigua ciudad alemana que desde 1929 forma parte de Wuppertal, en el estado de Renania del Norte-Westfalia, en la República Federal Alemana. Esta nueva ciudad se creó por la unión de varias cercanas en el valle del río Wupper y sufrió una importante destrucción durante la Segunda Guerra Mundial.
Entre las personas que nacieron en esta localidad, entonces ciudad independiente, se encuentran la importante artista de la Bauhaus, Grete Stern, la cual emigraría a América durante la Alemania Nazi por su condición de judía,el director de orquesta Hans Knappertsbusch, uno de los máximos exponentes de la interpretación wagneriana, el saxofonista Sigurd Raschèr, una de las mayores figuras del saxofón clásico durante el siglo XX, el arquitecto y escultor Arno Breker, uno de los más prolíficos escultores durante la Alemania Nacionalsocialista, el arqueólogo Adolf Schulten, célebre por su dedicación a España y sus investigaciones sobre Tartessos y el segundo obispo de San José de Costa Rica Bernardo Augusto Thiel.